# Доминика Цибулкова
Доминика Цибулкова (на словашки: Dominika Cibulková) е професионална словашка тенисистка, родена на 6 май 1989 г. в Братислава, Словакия. Най-високото ѝ класиране в ранглистата за жени на WTA e 11-о място, постигнато на 3 март 2014 г. Най-забележителното постижение в кариерата си е достигането ѝ на финала на Откритото първенсто на Австралия през 2014 г., където бе надиграна от китайката Ли На. Така Цибулкова стана първата словашка тенисистка стигала някога до финал на турнир от Големия шлем.
Понастоящем е първата ракета на Словакия при жените. Бивша номер 3 в ранглистата за девойки през май 2005 г.

## Кариера
Доминика Цибулкова започва да тренира тенис от 7-годишна възраст. Със своите 161 см, тя е една от професионалните тенисистки с най-нисък ръст, състезаващите се в турнири на Женската тенис-асоциация (WTA). Дебюта си в професионалния тенис словашката тенисистка прави през 2004 г., на турнир в Прага, който е част от ITF-сериите. Въпреки сравнително ниския си ръст, Доминика Цибулкова изненадва специалистите и своите съпернички на корта със завидна бързина на придвижване и продължителни разигравания, които през 2005 г. ѝ осигуряват престижната трета позиция в световната ранглиста на девойките. Доминика Цибулкова предизвиква истински фурор от журналистически коментари през 2007 г., когато преминавайки през ситото на квалификациите достига до трети кръг на „Ролан Гарос“, където е отстранена от рускинята Светлана Кузнецова. През 2009 г., Доминика Цибулкова достига до своя първи полуфинал в турнир от Големия шлем. Това се случва по време на „Откритото първенство на Франция“, където словачката претърпява поражение от руската тенисистка Динара Сафина.
В професионалната си кариера, Доминика Цибулкова има спечелени два финала на сингъл в турнирите, организирани от Международната тенис-федерация (ITF). Първата си титла тя печели впортугалския град Амаранте, където побеждава Паола Фондевила Кастро с резултат 6:0, 6:2. Втората си титла, Цибулкова печели пред родна публика в Братислава, където година по-късно надиграва представителката на Германия Кристина Бароа с резултат 7:5, 6:1.
В турнирите, провеждащи се под егидата на Женската тенис-асоциация (WTA), словашката тенисистка има регистрирани два загубени финала през 2008 г. Първият датира от 13 април 2008 г., когато в Амелия Айлънд, Цубулкова претърпява поражение в оспорван двусетов мач от рускинята Мария Шарапова с резултат 7:6, 6:3. Второто си поражение регистрира няколко месеца по-късно, по време на престижния турнир в канадския град Монреал, където във финалната среща бива надиграна от друга представителка на руската тенис-школа Динара Сафина.
На 3 януари 2009 г. Цибулкова печели титла на смесени двойки „Хопман Къп“, от турнира в Пърт, Австралия. Заедно със своя сънародник Доминик Хърбати те побеждават представителите на Русия Динара Сафина и нейния брат Марат Сафин.
На 23 октомври 2011 г., Доминика Цибулкова печели своята първа шампионска титла на сингъл от турнир, провеждан под егидата на Женската тенис-асоциация (WTA). Това се случва по време на турнира за Купата на Кремъл, в руската столица Москва. Във финалната среща побеждава естонската тенисистка Кая Канепи с резултат 3:6, 7:6, 7:5.
На 22 юли 2012 г. Доминика Цибулкова печели своята втора шампионска титла на сингъл от турнир, провеждан под егидата на Женската тенис-асоциация. Това се случва във финалната среща на престижния турнир в калифорнийския град Карлсбад, където словашката тенисистка надиграва своята френска опонентка Марион Бартоли с резултат 6:1 и 7:5.

## Финали на турнирите от WTA Тур

### Сингъл: 10 (4 – 6)
| Легенда                              |
| ------------------------------------ |
| Турнири от Големия шлем (0 – 1)      |
| Шампионат на WTA Тур (0 – 0)         |
| Задължителни Висши & Висши 5 (0 – 1) |
| Висши (3 – 1)                        |
| Международни (1 – 2)                 |

| Финали по настилка |
| ------------------ |
| Твърда (4 – 4)     |
| Трева (0 – 0)      |
| Клей (0 – 2)       |
| Мокет (0 – 0)      |

| Изход      | No. | Дата             | Турнир                                              | Настилка | Опонент           | Резултат                   |
| ---------- | --- | ---------------- | --------------------------------------------------- | -------- | ----------------- | -------------------------- |
| Финалистка | 1.  | 13 март 2008     | Bausch & Lomb Championships, Флорида, САЩ           | Клей     | Мария Шарапова    | 6 – 7(7 – 9), 3 – 6        |
| Финалистка | 2.  | 3 август 2008    | Роджърс Къп, Монреал, Канада                        | Твърда   | Динара Сафина     | 2 – 6, 1 – 6               |
| Финалистка | 3.  | 16 октомври 2011 | Дженерали Лейдис Линц, Линц, Австрия                | Твърда   | Петра Квитова     | 4 – 6, 1 – 6               |
| Шампионка  | 1.  | 23 октомври 2011 | Купа на Кремъл, Москва, Русия                       | Твърда   | Кая Канепи        | 3 – 6, 7 – 6(7 – 1), 7 – 5 |
| Финалистка | 4.  | 15 април 2012    | Барселона Лейдис Оупън, Барселона, Испания          | Клей     | Сара Ерани        | 2 – 6, 2 – 6               |
| Шампионка  | 2.  | 22 юли 2012      | Мъркюри Иншуърънс Оупън, Карлсбад, САЩ              | Твърда   | Марион Бартоли    | 6 – 1, 7 – 5               |
| Финалистка | 5.  | 12 януари 2013   | Апия Интернешънъл Сидни, Сидни, Австралия           | Твърда   | Агнешка Радванска | 0 – 6, 0 – 6               |
| Шампионка  | 3.  | 28 юли 2013      | Банк ъф дъ Уест Класик, Станфорд, САЩ               | Твърда   | Агнешка Радванска | 3 – 6, 6 – 4, 6 – 4        |
| Финалистка | 6.  | 26 януари 2014   | Открито първенство на Австралия, Мелбърн, Австралия | Твърда   | Ли На             | 6 – 7(3 – 7), 0 – 6        |
| Шампионка  | 4.  | 1 март 2014      | Абиерто Мехикано Телсел, Акапулко, Мексико          | Твърда   | Кристина Макхейл  | 7 – 6(7 – 3), 4 – 6, 6 – 4 |